# 毛律山
毛律山是坐落于婆罗洲马来西亚境内的砂岩质山脉，其高度海拔2423米，是东马砂拉越州的最高峰。
毛律山山顶地区特有的热带食虫植物——毛律山猪笼草（Nepenthes murudensis）就是以毛律山的名字命名的。